# Tweecellige heksenkruidroest
De tweecellige heksenkruidroest (Puccinia circaeae) is een roestschimmel uit de familie Pucciniaceae. Hij leeft als biotrofe parasiet op bladeren van planten uit het geslacht Circaea, zoals groot heksenkruid (Circaea lutetiana). Er is geen waardplantwisseling bij deze roest.

## Kenmerken
Aan de onderzijde van de bladeren zitten geel tot paars gekleurde kussentjes van groepjes telia. Er is nog een type telium, donkerder bruin die voorkomt op de onderkant van de hoofdnerf, op de stengel en de bladstelen en bevat sporen die pas na de overwintering ontkiemen.

## Verspreiding
Hij komt voor in Noord-Amerika, Europa en Azië. De telia zijn waargenomen op Circaea lutetiana, Circaea alpina, de hybride  Circaea lutetiana × alpina en Circaeae erubescens. In Nederland komt hij zeldzaam voor.